# Let’s Get Blown
Let’s Get Blown – drugi singel amerykańskiego rapera Snoop Dogga pochodzący z albumu pt. R&G (Rhythm & Gangsta): The Masterpiece. Gościnnie wystąpili piosenkarka Keyshia Cole i raper Pharrell Williams.

## Lista utworów
Opracowano na podstawie źródła.
1. "Let’s Get Blown (Radio Edit)" - (4:43)
2. "Let’s Get Blown (Album)" - (4:41)
3. "Let’s Get Blown (Instrumental)" - (4:40)

## Notowania
| Notowanie (2005)                     | Najwyższa pozycja |
| ------------------------------------ | ----------------- |
| U.S. Billboard Hot 100               | 54                |
| U.S. Billboard Hot R&B/Hip-Hop Songs | 19                |
| U.S. Billboard Hot Rap Tracks        | 12                |
| U.S. Billboard Rhythmic Top 40       | 26                |
| UK Singles Chart                     | 13                |
| Ireland Top 50 Singles               | 16                |
| Switzerland Top 100 Singles          | 22                |
| New Zealand Top 50 Singles           | 19                |
| Italy Top 50 Singles                 | 26                |
| South Africa FM Top 40 Singles       | 1                 |
| Greece Top 20                        | 15                |
| Finland Top 20                       | 18                |